# (175476) Macheret
(175476) Macheret est un astéroïde de la ceinture principale.

## Description
(175476) Macheret est un astéroïde de la ceinture principale. Il fut découvert par Peter Kocher le 4 septembre 2006 à l'Observatoire d'Épendes (proche de Marly, lieu recensé officiellement), situé en Suisse, dans le canton de Fribourg. Il présente une orbite caractérisée par un demi-grand axe de 2,60 UA, une excentricité de 0,13 et une inclinaison de 5,7° par rapport à l'écliptique.

## Compléments